# 戸矢子有綱
戸矢子 有綱（へやこ ありつな）は、平安時代末期から鎌倉時代初期の武将。通称は足利七郎。足利有綱とも呼ばれる。鎮守府将軍・藤原秀郷を祖とする藤姓足利氏の庶流で、佐野氏、阿曽沼氏、木村氏などの祖。
寛政重修諸家譜や源平盛衰記など一部資料では戸矢古、部矢古などの表記も見られる。戦場で射抜かれた眼を自分で洗ったと言われている。

## 経歴
覚仁の跡を継ぎ、東大寺領だった戸矢子保（現・栃木市藤岡町部屋から鍋山町、梅沢町、大久保町、尻内町、都賀町木、梓町、千塚町辺り）保司となり、蓬莱山（栃木市鍋山町根古谷）に不摩城（秋葉城、部屋子城とも）を築く。
宇治平等院の戦いでは、兄足利俊綱の子・忠綱と共に源頼政を攻めて平氏に味方したが、野木宮合戦では子の基綱、広綱と共に源氏に味方し、俊綱と忠綱を敗走させた。
文治2年6月1日（1186年6月19日）、下野国足利郡と梁田郡の地頭に任じられた源姓足利氏の足利義兼と沙汰人の座を争って赤見山（佐野市赤見町）で戦うが、その最中に山鳥の矢で左眼を射られて敗走。途中の井戸で目の傷を治療したものの、石室（現・佐野市戸室町）に参籠した有綱は、老体のため馬の鞍に腰をかけて自害した。墓は当初没地に建立されたが、大永3年（1523年）に和尚尊永によって領有地の戸矢子保があった大悲山平等院大安寺に移転された。また目を洗ったとされる井戸は「御目洗井戸(おめど)」と呼ばれるようになり、現存している。
戸矢子保は妻の戸矢子尼、娘の加賀局を経た後に島津氏の島津忠佐によって領有された。また没地の石室は有綱の戸矢子から一字取って戸室と改名、後にこの地は有綱の末裔である佐野氏庶流の親綱によって領有され、彼は戸室氏を称するようになった。